# 30 de agosto
El 30 de agosto es el 242.º (ducentésimo cuadragésimo segundo) día del año en el calendario gregoriano y el 243.º en los años bisiestos. Quedan 123 días para finalizar el año. 

## Acontecimientos
- 1282: en la localidad de Trápani, el rey aragonés Pedro III desembarca su ejército de almogávares al grito de «¡Desperta Ferro!». El rey de Sicilia, Carlos de Anjou, abandonó el campo de batalla permitiendo que el rey aragonés se dirigiera a Palermo (Sicilia) para ser coronado rey de Sicilia.
- 1363: en China, comienza la Batalla del Lago Poyang, considerada como la mayor batalla naval de la historia, con la participación de 850.000 soldados: 600.000 de los Han y 250.000 de los Ming.
- 1483: en España, los Reyes Católicos reconocen y amplían la Universidad Luliana de la isla de Mallorca.
- 1531: en Colombia, el español Jerónimo de Melo funda la aldea de Malambo.
- 1791: el barco HMS Pandora, que buscaba al HMS Bounty, se hunde luego de haber encallado el día anterior en la Gran Barrera de Coral.
- 1821: en la Constitución de la República de Colombia de 1821 se crea la Gran Colombia y se unifican la Nueva Granada, Venezuela y posteriormente Ecuador.
- 1821: en Punta del Médano (Argentina), es apresado el militar chileno José Miguel Carrera por las fuerzas del coronel argentino José Albino Gutiérrez.
- 1825: en Colombia se funda la ciudad de El Cerrito.
- 1849: en Chile, se funda la Ciudad de Coronel, VIII Región del Biobío, bajo el de nombre Villa del Coronel.
- 1855: Argentina y Chile firman un tratado de paz, de comercio y de navegación.
- 1863: en Colombia se funda la villa de Pereira.
- 1874: el Gobierno del Reino Unido aprueba la jornada laboral máxima de 10 horas y la prohibición del trabajo de menores de 9 años.
- 1878: en Miskolc (Hungría) sucede una inundación. El río Sajó sube un metro por minuto, impidiendo el escape de la mayor parte de la población. Mueren ahogadas unas 500 personas. Ya había habido varias inundaciones graves en 1691, 1788, 1813, 1845 y 1853, pero esta fue la peor.[1]
- 1879: Thomas A. Edison presenta su primer aparato telefónico, que supera el antiguo sistema de Felipe Heiss perfeccionado por Alexander Graham Bell.
- 1914: finaliza la Batalla de Tannenberg; el 8.º Ejército alemán, al mando del general Paul von Hindenburg, derrota a dos ejércitos rusos. El 1.º al mando del general Paul von Rennenkampf y 2.º ejército al mando del general Aleksandr Samsónov -quien muere en la batalla-.
- 1918: en la Unión Soviética, Fanni Kaplán dispara a Lenin luego de un discurso en Moscú. Como resultado el Consejo de Comisarios del Pueblo instaurará a comienzos de septiembre el llamado Terror Rojo.
- 1921: en La Haya (Países Bajos) se celebra el Congreso Internacional sobre los Derechos del Hombre.
- 1922: cerca de Afyonkarahisar, Turquía, finaliza la Batalla de Dumlupinar; última batalla de la Guerra greco-turca.
- 1923: en Alemania ―en el marco de la República de Weimar―, la inflación provoca que un dólar estadounidense se cambie por 10 millones de marcos alemanes.
- 1926: el nadador alemán Ernst Vierkotter cruza el Canal de la Mancha en el tiempo récord de 12 horas y 42 minutos.
- 1930: En Las Flores, Provincia de Buenos Aires, República Argentina, se funda el Club Ferrocarril Roca, conocido como Ferro de Las Flores.
- 1933: a 400 km al noroeste de Asunción (Paraguay) ―en el marco de la guerra del Chaco―, comienza la batalla de Campo Grande, en la cual una división paraguaya logrará cercar a dos regimientos bolivianos, que se rendirán el 15 de septiembre de 1933.
- 1942: se inicia la Batalla de Alam el Halfa; el Panzerarmee Afrika, una fuerza germano-italiana comandada por Erwin Rommel intenta envolver al Octavo Ejército Británico de Bernard Montgomery.
- 1945: el Gobierno mexicano reconoce al Gobierno de la República Española (en el exilio debido a la dictadura franquista).
- 1952: en Buenos Aires, el presidente Juan Domingo Perón prohíbe que salgan de Argentina los cuadros de Francisco Cambó.
- 1957: en el área de pruebas atómicas de Nevada (a unos 100 km al noroeste de la ciudad de Las Vegas), a las 4:39 (hora local), Estados Unidos detona a 230 m bajo tierra su bomba atómica Franklin Prime, de 4.7 kilotones. Es la bomba n.º 106 de las 1129 que Estados Unidos detonó entre 1945 y 1992.
- 1957: en Lima (Perú), Santa Rosa de Lima es nombrada patrona de la Policía Nacional del Perú.

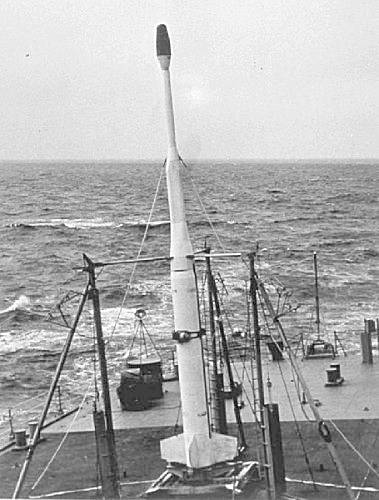
El cohete X-17 Argus, con una cabeza atómica que se hizo explotar en el espacio.

- 1958: en el Atlántico Sur, a 2750 km al oeste de Ciudad del Cabo (Sudáfrica) y a 2000 km al este de las islas Georgias del Sur, el Gobierno de Estados Unidos ―a las 3:18 (hora local) de la madrugada― lanza un cohete desde un barco, con una bomba atómica que se hace estallar en el espacio, a 256 km de altitud. Es la segunda prueba (de tres) de la operación secreta Argus.
- 1961: en España, Ladislao Kubala se retira como jugador de fútbol.
- 1962: Masacre del 30 de agosto.
- 1965: en Suiza, un centenar de obreros desaparecen tras hundirse un glaciar sobre una presa cerca de Zermatt
- 1967: en EE. UU. el Senado ratifica la designación de Thurgood Marshall como primer juez negro del Tribunal Supremo.
- 1974: en el área de pruebas atómicas de Nevada (a unos 100 km al noroeste de la ciudad de Las Vegas), a las 7:00 (hora local), Estados Unidos detona a 655 m bajo tierra su bomba atómica Portmanteau, de 160 kilotones. Es la bomba n.º 826 de las 1129 que Estados Unidos detonó entre 1945 y 1992.
- 1975: en Perú, tras derrocar el día de ayer al general golpista Juan Velasco Alvarado, el también general golpista Francisco Morales Bermúdez se autoproclama presidente.
- 1975: En Venezuela, el presidente Carlos Andrés Pérez mediante Decreto n.º 1123 constituye la empresa Petróleos de Venezuela, S.A. (PDVSA).
- 1981: En Teherán (Irán) se produce un atentado contra la sede del Partido de la República Islámica en el que mueren el presidente Mohammad Ali Rajai y el primer ministro Mohamad Bahonar, a resultas del cual Ali Jamenei, hasta entonces secretario general del PRI, será elegido presidente.
- 1984: en cabo Cañaveral (Estados Unidos), la NASA lanza por vez primera el transbordador espacial Discovery en la misión STS-41-D, con dos satélites de comunicación a bordo.
- 1984: en el área de pruebas atómicas de Nevada (a unos 100 km al noroeste de la ciudad de Las Vegas), a las 6:45 (hora local), Estados Unidos detona a 365 m bajo tierra sus bombas atómicas Dolcetto y Wexford, de 20 y 15 kilotones respectivamente. Son las bombas n.º 1016 y 1017 de las 1129 que Estados Unidos detonó entre 1945 y 1992.
- 1987: el atleta canadiense Ben Johnson se convierte en el hombre más rápido del mundo, al lograr en Roma una marca de 9,83 segundos en los 100 m libres.
- 1988: en el área de pruebas atómicas de Nevada (a unos 100 km al noroeste de la ciudad de Las Vegas), a las 10:00 (hora local), Estados Unidos detona a 489 m bajo tierra su bomba atómica n.º 1081, Bullfrog, de 33 kilotones.
- 1991: Azerbaiyán se independiza de la Unión Soviética.
- 1992: se celebra el Reading Festival con una actuación legendaria de Nirvana (banda)
- 1993: en Casablanca (Marruecos) el rey Hasán II inaugura la mezquita Hasán II, la mayor después de la de La Meca.
- 1994: el cantante mexicano Luis Miguel, lanza al mercado su décimo álbum de estudio, titulado Segundo romance.
- 1994: el cantante mexicano José José, lanza al mercado su 28.º álbum de estudio titulado Grandeza mexicana, producido nuevamente por el cantautor español Manuel Alejandro.
- 1994: En Venezuela, el canal de televisión RCTV transmite el último episodio de la telenovela Por estas calles, considerada una de las telenovelas venezolanas más exitosas de todos los tiempos, con una enorme popularidad debido a sus temáticas políticas y sociales.
- 1995: comienza la Operación Fuerza Deliberada, en el que se bombardea Bosnia y Herzegovina para combatir al Ejército de la República Srpska.
- 1996: en Putumayo (Colombia), la guerrilla de las FARC toma la base militar de Las Delicias en Puerto Leguízamo, dejando 28 militares muertos, 16 heridos y 60 secuestrados.
- 1997: en Internet se crea Hattrick, uno de los juegos más populares del mundo. Hasta 2007 contaba con 0,9 millones de usuarios.
- 1998: aparece el primer Google Doodle, en honor del Burning Man Festival de ese año, diseñado por Larry Page y Sergey Brin para notificar a los usuarios de su ausencia en caso de que los servidores se estrellaran.
- 1999: los independentistas de Timor Oriental (78,5 % votos) vencen a los autonomistas (21,5 %) en el referéndum sobre una mayor autonomía o la independencia de Indonesia. Tres años después se ratificó oficialmente la independencia.
- 2005: en Pereira (Colombia) se inaugura el Centro Cultural Lucy Tejada.
- 2005: Se lanza el segundo disco del rapero estadounidense Kanye West, bajo el nombre de Late Registration.
- 2010: En México, a 60 años del inicio de la televisión en México, inicia sus transmisiones en televisión abierta, FOROtv (actualmente N+FORO) a través de la señal del Canal 4 XHTV, remplazando el espacio y señal de 4TV.
- 2012: en el condado de Hualien (Taiwán) se produce el accidente de Britten-Norman Islander en Taiwán en 2012
- 2020: la compañía privada SpaceX pone en el espacio el satélite de observación argentino SAOCOM 1B, destinado a optimizar las cosechas en el país sudamericano.
- 2021: EE. UU. pone fin a la guerra más larga de su historia con la retirada de sus últimos soldados de Afganistán, casi 20 años después de su despliegue en esa nación centroasiática.
- 2021: La ONU confirma la erradicación de la gasolina con plomo a nivel mundial.
- 2023: En Gabón, ocurre un golpe de Estado derrocando al presidente Ali Bongo y anulando el resultado de las elecciones presidenciales.

## Nacimientos
- 1334: Pedro I de Castilla, rey de Castilla (f. 1369).
- 1657: Philipp Peter Roos, pintor alemán (f. 1706).
- 1748: Jacques-Louis David, pintor francés (f. 1825).
- 1778: Tomás de Allende, militar y funcionario argentino (f. 1815).
- 1791: Ramón de Santillán, político y militar español (f. 1863).
- 1797: Mary Shelley, escritora británica, autora de la novela "Frankenstein" (f. 1851).
- 1811: Théophile Gautier, poeta y novelista francés (f. 1872).
- 1844: José Nicolás Puccio, empresario argentino (f. 1894).
- 1844: Friedrich Ratzel, geógrafo alemán (f. 1904).
- 1852: Jacobus Henricus van't Hoff, químico neerlandés, premio nobel de química en 1901 (f. 1911).
- 1854: Enrique Creel Cuilty, político mexicano (f. 1931).
- 1855: Ramón Falcón, militar, jefe de policía y diputado argentino (f. 1909).
- 1856: Carle David Tolmé Runge, físico alemán (f. 1927).
- 1861: Rosalío Hernández, militar mexicano (f. 1942).
- 1864: Christiaan Cornelissen, sindicalista anarcocomunista neerlandés (f. 1942).
- 1866: George Minne, escultor belga (f. 1941).
- 1871: Ernest Rutherford, físico y químico británico, premio nobel de química en 1908 (f. 1937).
- 1881: Agustín González de Amezúa, historiador español (f. 1956).
- 1883: Theo van Doesburg, artista neerlandés  (f. 1931).
- 1884: Laureano Gómez Paratcha, médico y político español (f. 1968).
- 1884: Theodor Svedberg, químico sueco, premio nobel de química en 1926 (f. 1971).
- 1890: Juan Barragán Rodríguez, militar y político mexicano (f. 1974).
- 1893: Huey Long, político estadounidense (f. 1935).
- 1896: Raymond Massey, actor canadiense (f. 1983).
- 1896: Puru (Pu Xinyu), pintor y calígrafo chino (f. 1963).
- 1898: Shirley Booth, actriz estadounidense (f. 1992).
- 1902: Leónidas Barletta, escritor, periodista y dramaturgo argentino (f. 1975).
- 1902: Józef Maria Bocheński, fraile dominico, filósofo y lógico polaco (f. 1995).
- 1906: Joan Blondell, actriz estadounidense (f. 1979).
- 1907: Leonor Fini, pintora argentina (f. 1996).
- 1908: Fred MacMurray, actor estadounidense (f. 1991).
- 1908: Ricardo Gullón, escritor español (f. 1991).
- 1912: Edward Mills Purcell, físico estadounidense, premio nobel de física en 1952 (f. 1997).
- 1912: Nancy Wake, neozelandesa que actuó como agente británica en la Segunda Guerra Mundial (f. 2011).
- 1913: Diego Cháfer, ciclista español (f. 2007).
- 1913: Richard Stone, economista británico (f. 1991).
- 1918: Ted Williams, beisbolista estadounidense (f. 2002).
- 1919: Kitty Wells, cantante estadounidense (f. 2012).
- 1919: Justino Serralta, arquitecto uruguayo (f. 2011).
- 1919: Vladímir Pchelintsev, francotirador soviético (f. 1997).
- 1923: Aldo Francia, pediatra y cineasta chileno (f. 1996).
- 1923: Vic Seixas, tenista estadounidense.
- 1923: Maksím Passar, francotirador soviético (f. 1943)
- 1924: Gustavo Lagos Matus, abogado chileno (f. 2003).

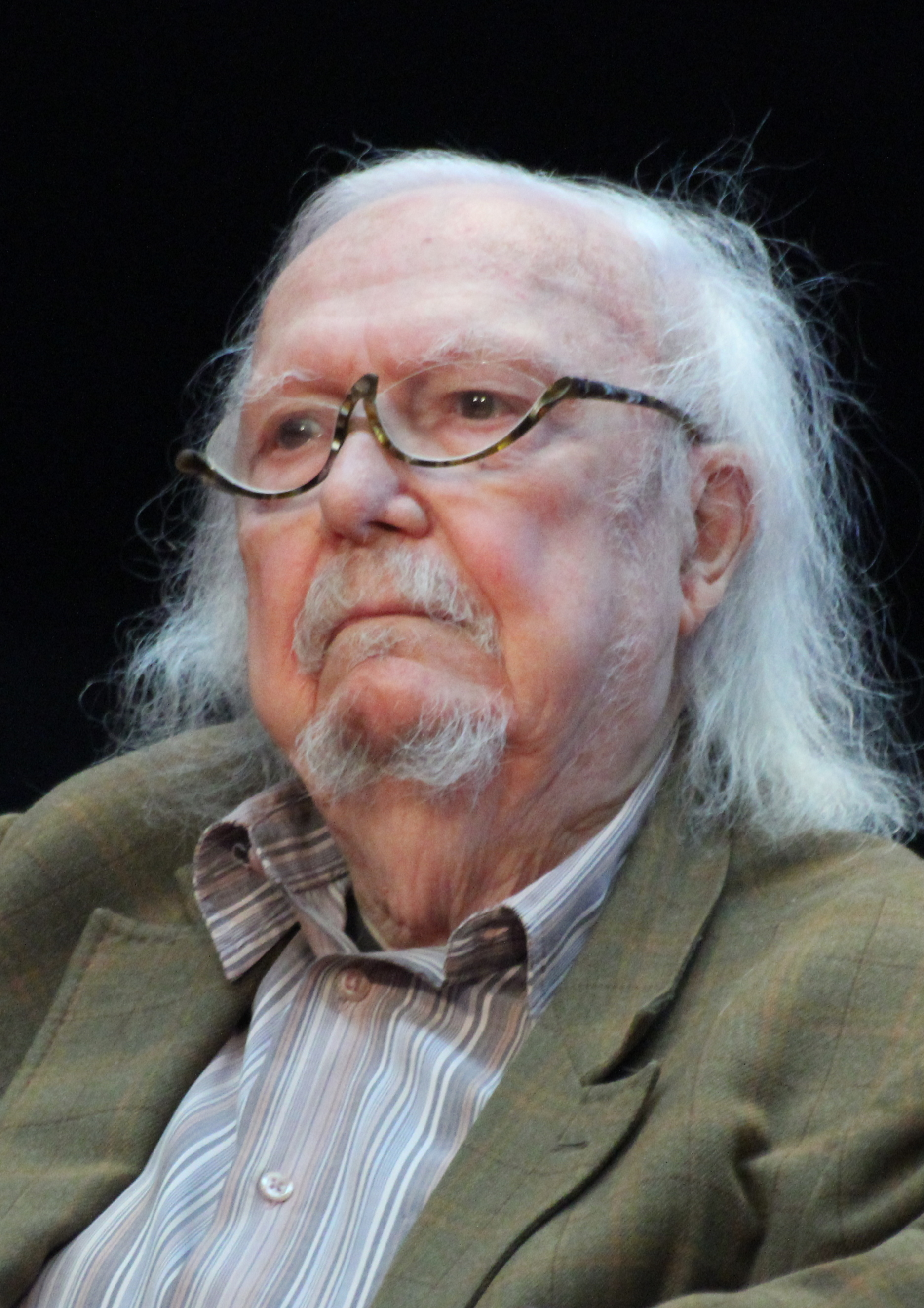
Alain Rey

- 1927: Bill Daily, actor estadounidense (f. 2018).
- 1927: José Luis Pécker, periodista y locutor de radio español (f. 2007).
- 1928: Alain Rey, lingüista y lexicógrafo francés (f. 2020)
- 1928: John Rensenbrink, político estadounidense y fundador del Green Party. (f.2022.)
- 1930: Warren Buffett, financiero estadounidense.
- 1931: Jack Swigert, astronauta estadounidense (f. 1982).
- 1933: Luis Bacalov, pianista, director de orquesta y compositor italiano (f. 2017).
- 1935: John Phillips, músico estadounidense, de la banda The Mamas & the Papas (f. 2001).
- 1935: Clemente Vargas Jr., locutor y disc jockey de radio venezolano (f. 1992).
- 1935: Gerhard Mitter, piloto de automovilismo alemán (f. 1969).
- 1936: Rosamel Araya, cantante chileno de boleros (f. 1996).
- 1937: Bruce McLaren, diseñador, piloto e ingeniero de automóviles de carreras neozelandés (f. 1970).
- 1938: Abel Laudonio, boxeador argentino (f. 2014).
- 1938: Alberto Natale, político argentino (f. 2011).
- 1939: Dorys del Valle, actriz argentina.
- 1939: Carmen Rico Godoy, periodista española (f. 2001).
- 1939: John Peel, radiodifusor y periodista británico (f. 2004).
- 1940: Ricardo Bauleo, actor argentino (f. 2014).
- 1941: Ignazio Giunti, piloto de automovilismo italiano (f. 1971).
- 1943: Robert Crumb, historietista estadounidense.
- 1943: Jean-Claude Killy, esquiador francés.
- 1944: Carmen Sarmiento, periodista y corresponsal de guerra española.
- 1947: Peggy Lipton, actriz de cine estadounidense (f. 2019).

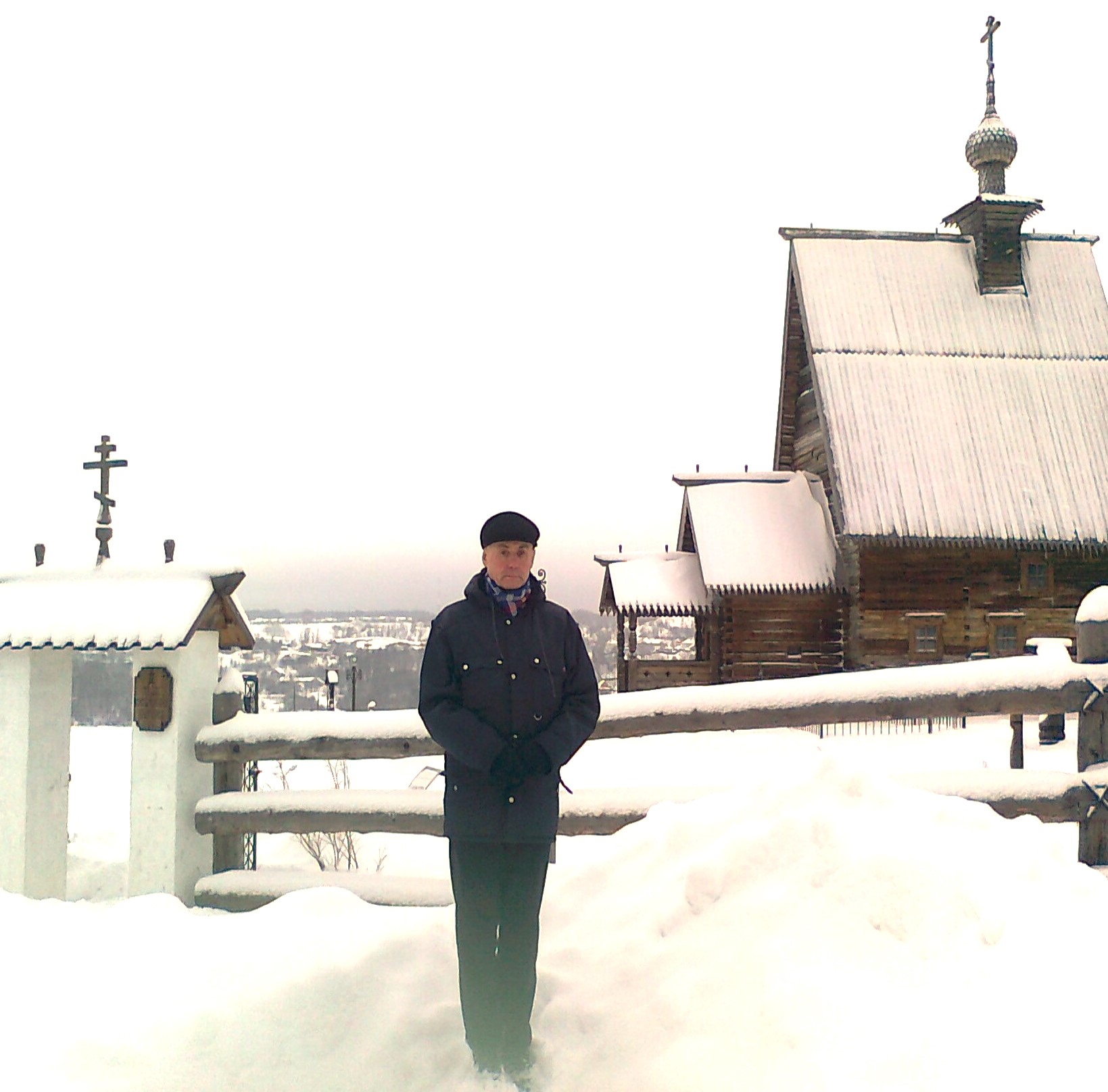
Victor Skumin

- 1948: Arnaldo Larrinaga, pintor afrocubano.
- 1948: Victor Skumin, científico, filósofo y escritor ruso.
- 1949: Peter Maffay, cantante alemán.
- 1950: Antony Gormley, escultor británico.
- 1951: Timothy Bottoms, actor y productor estadounidense.
- 1951: Dana, cantante y política irlandesa.
- 1951: Wilson Manyoma, cantante colombiano.
- 1952: Manlio Fabio Beltrones, político mexicano.
- 1953: María Luisa Carcedo, política española.
- 1953: Horace Panter, músico británico, de la banda The Specials.
- 1953: Robert Parish, baloncestista estadounidense.
- 1954: Aleksandr Lukashenko, presidente bielorruso.
- 1954: José Carlos Cataño, poeta, narrador y ensayista canario.
- 1958: Martin Jackson, baterista británico, de las bandas The Chameleons y Swing Out Sister.
- 1958: Anna Politkóvskaya, periodista rusa (f. 2006).
- 1960: Chalino Sánchez (Rosalino Sánchez-Félix), cantante mexicano (f. 1992).
- 1960: Jabier Muguruza, músico español.
- 1961: Andrea Frigerio (Andrea Mitchelstein), actriz y conductora de televisión argentina.
- 1962: Aleksandr Litvinenko, militar y espía ruso (f. 2006).
- 1963: Michael Chiklis, actor estadounidense.

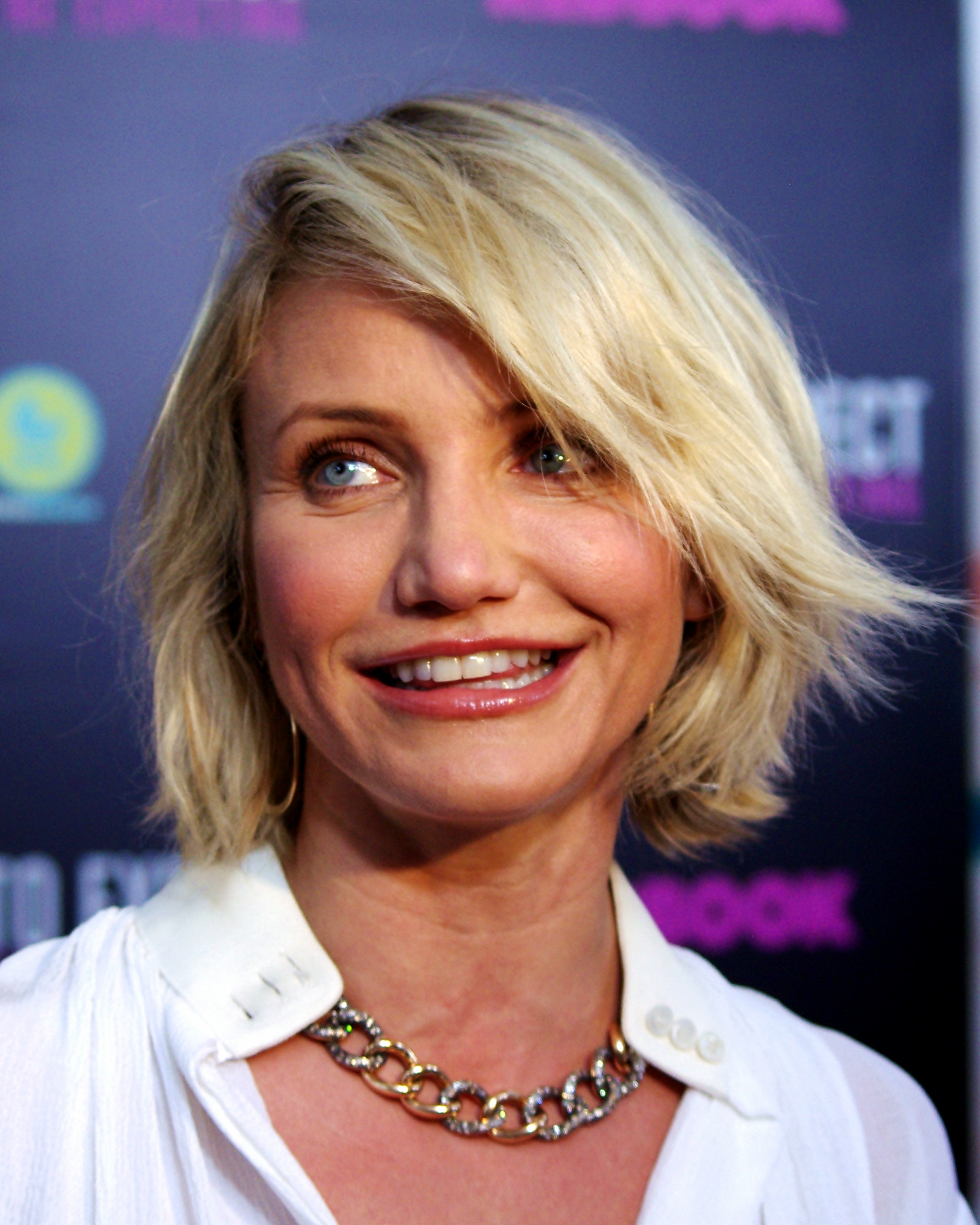
Cameron Diaz

- 1963: Paul Oakenfold, músico y DJ británico.
- 1964: Antonio Montiel, pintor español.
- 1965: Enilda Rosa Vega, actriz colombiana.
- 1969: Salvatore Avallone, futbolista italiano.
- 1971: Lars Frederiksen, músico estadounidense, de la banda Rancid.
- 1972: Cameron Diaz, actriz estadounidense.
- 1972: Hani Hanjour, terrorista saudí que participó en el 11S (f. 2001).
- 1972: Pavel Nedvěd, futbolista checo.
- 1972: José Ramón Amieva, político mexicano.
- 1974: Ricardo (f. 2001) y Javier Otxoa (f. 2018), ciclistas españoles.
- 1975: Rich Cronin, cantante estadounidense (f. 2010).
- 1975: Radhi Jaïdi, futbolista tunecino.
- 1976: Sarah-Jane Potts, actriz inglesa.
- 1977: Shaun Alexander, jugador estadounidense de fútbol americano.
- 1977: Norkys Batista, modelo y actriz venezolana.
- 1977: Elizabeth Álvarez, actriz mexicana.
- 1977: Jens Ludwig, guitarrista alemán, de la banda Edguy.
- 1977: Kamil Kosowski, futbolista polaco.
- 1978: Verónica Moral, actriz española.

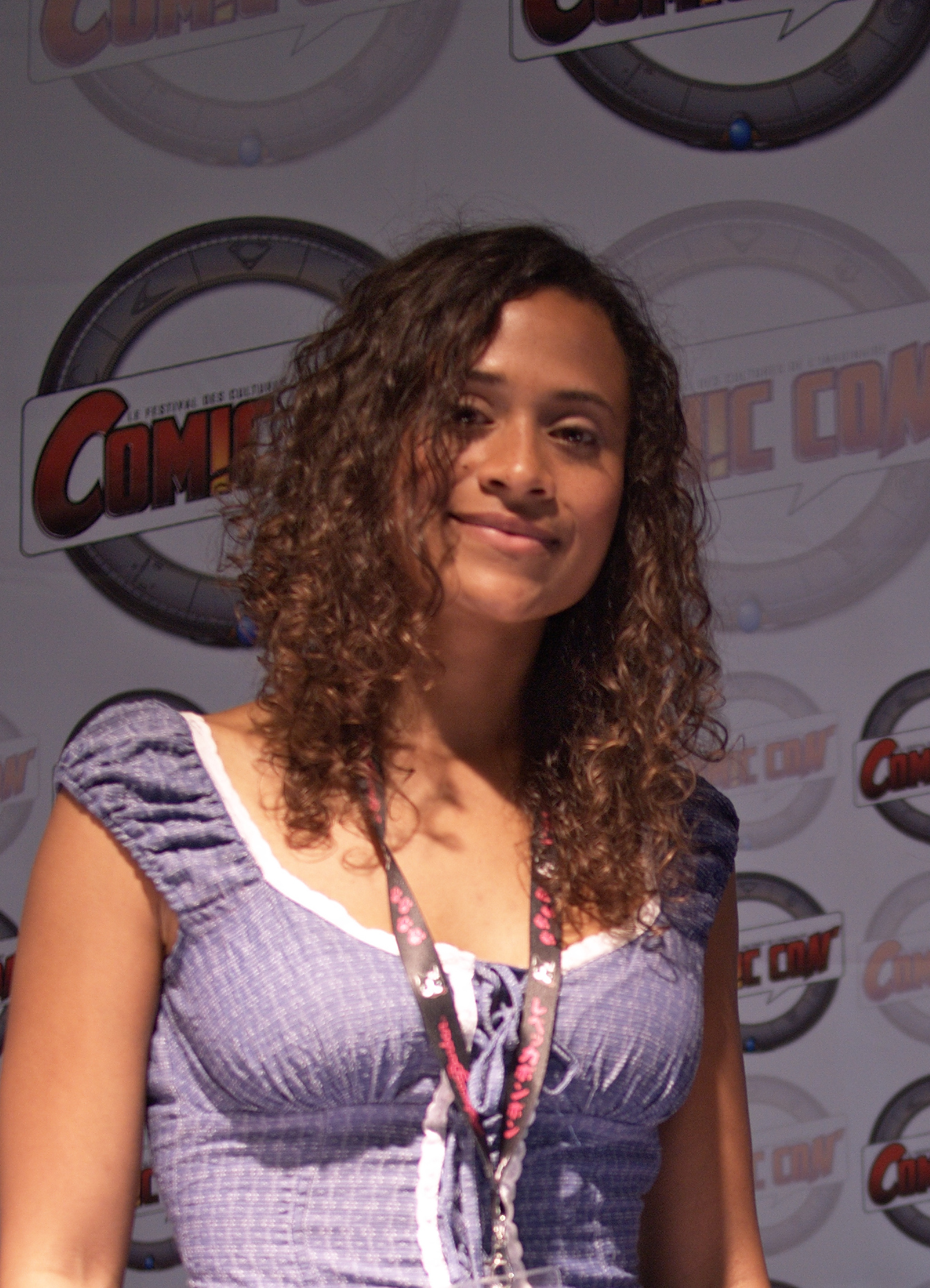
Angel Coulby

- 1978: Swizz Beatz, rapero y productor estadounidense.
- 1979: Juan Ignacio Chela, tenista argentino.
- 1979: Luis Rivas, beisbolista venezolano.
- 1979: Marin Ireland, actriz estadounidense.
- 1980: Angel Coulby, actriz británica.
- 1981: Adam Wainwright, beisbolista estadounidense.
- 1981: Grégory Béranger, futbolista francés.
- 1981: Tresor Kandol, futbolista congoleño.
- 1981: Veniamín Mandrykin, futbolista ruso (f. 2023).
- 1982: Andy Roddick, tenista estadounidense.
- 1983: Simone Pepe, futbolista italiano.
- 1983: Andy Schmid, balonmanista suizo.
- 1985: Richard Duffy, futbolista galés.
- 1985: Federico Canuti, ciclista italiano.

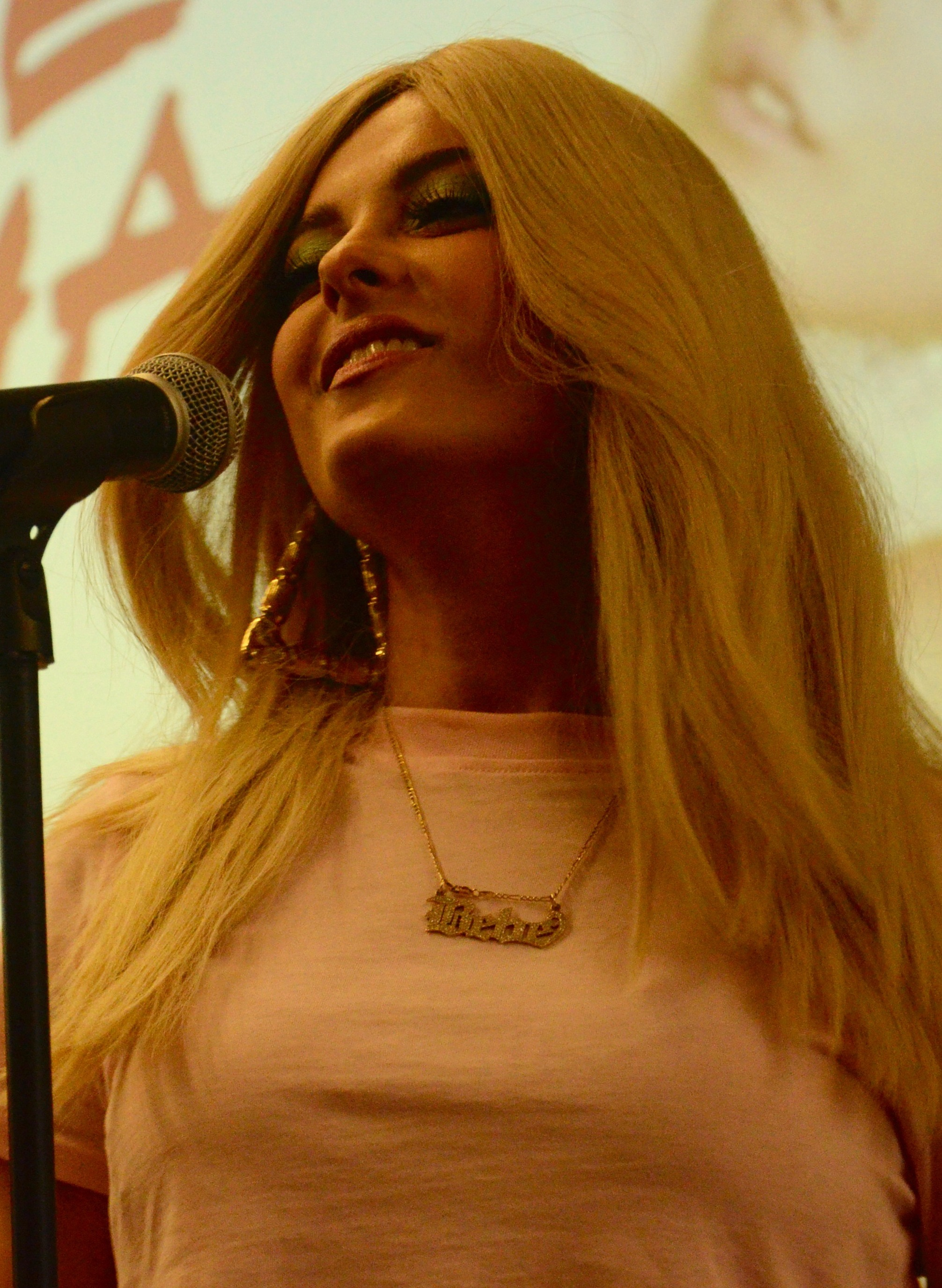
Bebe Rexha

- 1986: Ryan Ross, guitarrista, cantante y compositor estadounidense.
- 1986: Davide Simoncini, futbolista sanmarinense.
- 1986: Aldo Simoncini, futbolista sanmarinense.
- 1987: Emmanuel Clottey, futbolista ghanés.
- 1987: Nenad Tomović, futbolista serbio.
- 1988: Víctor Claver, baloncestista español.
- 1988: Ernests Gulbis, tenista letón.
- 1989: Bebe Rexha, cantante y compositora estadounidense.
- 1989: Alba Torrens, baloncestista española.
- 1989: Simone Guerra, futbolista italiano.
- 1989: Tetsuya Kanno, futbolista japonés.
- 1989: Yuta Nakano, futbolista japonés.
- 1989: Tsubasa Yokotake, futbolista japonés.
- 1991: Deorro, DJ y productor estadounidense de origen mexicano.
- 1991: Irvin Herrera, futbolista salvadoreño.
- 1991: Seriki Audu, futbolista nigeriano (f. 2014).
- 1992: Fernanda Ramírez Mellado, futbolista chilena.
- 1992: Kemar Foster, futbolista jamaicano.
- 1992: Lukas Kübler, futbolista alemán.
- 1992: Tchê Tchê, futbolista brasileño.
- 1992: Edin Dino, voleibolista bosnio.
- 1993: Paco Alcácer, futbolista español.
- 1993: Geraldine Galván, actriz mexicana.
- 1993: Byron Bonilla, futbolista nicaragüense.
- 1994: Tommaso Augello, futbolista italiano.
- 1994: Mateus Caramelo, futbolista brasileño (f. 2016).
- 1996: Gabriel Barbosa, futbolista brasileño.
- 1996: Carolina Kopelioff, actriz argentina.
- 1996: Trevor Jackson, actor y cantante estadounidense.
- 1997: Alfa Semedo, futbolista bisauguineano.
- 1997: Dael Fry, futbolista inglés.
- 1997: Kasper Nissen, futbolista danés.
- 1997: Aga Wojtasik, modelo y diseñadora polaca.
- 1997: Sara Socas, cantante, freestyler y compositora española.
- 1997: Scott Bärlocher, remero suizo.
- 1997: Eduard Reyes, futbolista hondureño.
- 1997: DaQuan Jeffries, baloncestista estadounidense.
- 1997: Cian Ducrot, cantante irlandés.
- 1997: Dana Gaier, actriz estadounidense.
- 1998: Alex Dobre, futbolista rumano.
- 1998: Marius Marin, futbolista rumano.
- 1998: Kəramət Hüseynov, yudoca azerí.
- 1998: Nate Darling, baloncestista canadiense.
- 1998: Buse Melis Kara, voleibolista turca.
- 1999: Álex Centelles, futbolista español.
- 1999: Aaron Henry, baloncestista estadounidense.
- 1999: Juri Hollmann, ciclista alemán.
- 2000: Álvaro Narbona, futbolista español.
- 2001: Emily Bear, compositora y pianista estadounidense.
- 2001: Martín Morán, futbolista panameño.
- 2001: Mika Schneider, modelo francesa.
- 2001: Jakub Stepun, piragüista polaco.
- 2002: Raffey Cassidy, actriz británica.
- 2002: María Fernanda Bertero, actriz chilena.
- 2003: Claudia Iglesias, futbolista española.
- 2004: Érika González, futbolista española.
- 2005: Fabrizio Lora: futbolista peruano.
- 2007: Kuzey Tunçelli, nadador turco.

## Fallecimientos
- 1580: Manuel Filiberto, aristócrata francés (n. 1528).
- 1619: Shimazu Yoshihiro, samurái japonés (n. 1535).
- 1620: Baltasar Elisio de Medinilla, poeta español (n. 1585).
- 1625: Ana de Prusia, noble alemana (n. 1576).
- 1751: Christopher Polhem, ingeniero e inventor sueco (n. 1661).
- 1818: Casimiro Gómez Ortega, médico y botánico español (n. 1741).
- 1856: Gilbert Abbott à Beckett, periodista, dramaturgo, humorista y escritor británico (n. 1811).
- 1883: Ángela Peralta, cantante mexicana (n. 1845).
- 1886: George Henry Gordon, militar estadounidense (n. 1823).
- 1908: Giovanni Fattori, pintor italiano (n. 1825).
- 1915: Pascual Orozco, revolucionario mexicano (n. 1882).
- 1921: Enrique del Valle Iberlucea, político y escritor argentino (n. 1877).
- 1928: Wilhelm Wien, físico alemán, premio nobel de física en 1911 (n. 1864).
- 1935: Henri Barbusse, novelista francés (n. 1873).
- 1940: Joseph John Thomson, físico británico, premio nobel de física en 1906 (n. 1856).
- 1961: Cristóbal de Losada y Puga, matemático e ingeniero de minas peruano (n. 1894).
- 1961: Charles Coburn, actor estadounidense (n. 1877).
- 1964: Alekséi Grechkin, militar soviético (n. 1893).
- 1967: Ad Reinhardt, pintor estadounidense (n. 1913).
- 1970: Abraham Zapruder, ciudadano ruso-estadounidense que filmó el asesinato de J.F. Kennedy (n. 1905).
- 1977: Vladímir Tríbuts, almirante soviético (n. 1900).
- 1979: Jean Seberg, actriz estadounidense (n. 1938).
- 1981: Vera-Ellen, actriz estadounidense (n. 1921).
- 1985: Taylor Caldwell, escritora estadounidense nacida en Reino Unido (n. 1900).
- 1985: José Cubero Yiyo, torero español (n. 1964).
- 1986: Leonardo Posada, dirigente colombiano (n. 1947).
- 1991: Jean Tinguely, pintor y escultor suizo (n. 1925).
- 1994: Lindsay Anderson, escritor y cineasta británico nacido en la India (n. 1923).
- 1995: Sterling Morrison, guitarrista estadounidense, de la banda The Velvet Underground (n. 1942).
- 1996: José Toribio Merino, almirante chileno (n. 1915).
- 1998: Carlos Molina, poeta y payador uruguayo (n. 1927).
- 1999: Horacio Sáenz Guerrero, periodista español (n. 1921)
- 2002: J. Lee Thompson, cineasta británico (n. 1914).
- 2002: María Baida, médica militar soviética y Heroína de la Unión Soviética (n. 1922)
- 2003: Charles Bronson, actor estadounidense (n. 1921).
- 2004: Fred Lawrence Whipple, astrónomo estadounidense (n. 1906).
- 2005: Antoni Clavé, pintor español (n. 1913).
- 2006: Glenn Ford, actor canadiense (n. 1916).
- 2006: Naguib Mahfuz, escritor egipcio, premio nobel de literatura en 1988 (n. 1911).
- 2007: José Luis de Vilallonga, aristócrata, actor, escritor y periodista español (n. 1920).
- 2008: Marés González, actriz chilena de teatro y de televisión nacida en Argentina (n. 1925).
- 2008: Killer Kowalski (Wladek Kowalski), luchador profesional canadiense (n. 1926).
- 2008: Vicente Marco, periodista español (n. 1916).
- 2008: Ernesto Segura de Luna, abogado español, expresidente de la Federación Española de Baloncesto (n. 1922).
- 2010: Jairo Aníbal Niño, poeta y dramaturgo colombiano (n. 1941).
- 2010: Francisco Varallo, futbolista y centenario argentino (n. 1910).
- 2010: Alain Corneau, actor, guionista y cineasta francés (n. 1943).
- 2010: Manuel Urbina, pintor español (n. 1931).
- 2010: Willy Wullich, productor argentino (n. 1944).
- 2012: Bernardo Bonezzi, compositor español (n. 1964).
- 2012: Carlos Larrañaga, actor español (n. 1937).
- 2013: Seamus Heaney, escritor y académico irlandés, premio nobel de literatura en 1995 (n. 1939).
- 2013: Manuel Martín Ferrand, periodista español (n. 1940).
- 2014: Igor Decraene, ciclista belga (n. 1996).
- 2015: Oliver Sacks, neurólogo y escritor angloestadounidense (n. 1933).
- 2015: Wes Craven, director de cine estadounidense (n. 1939).
- 2020: Ángel Faus Belau, periodista y catedrático español (n. 1935).
- 2021: Tomiii 11, youtuber chileno (n. 2009).

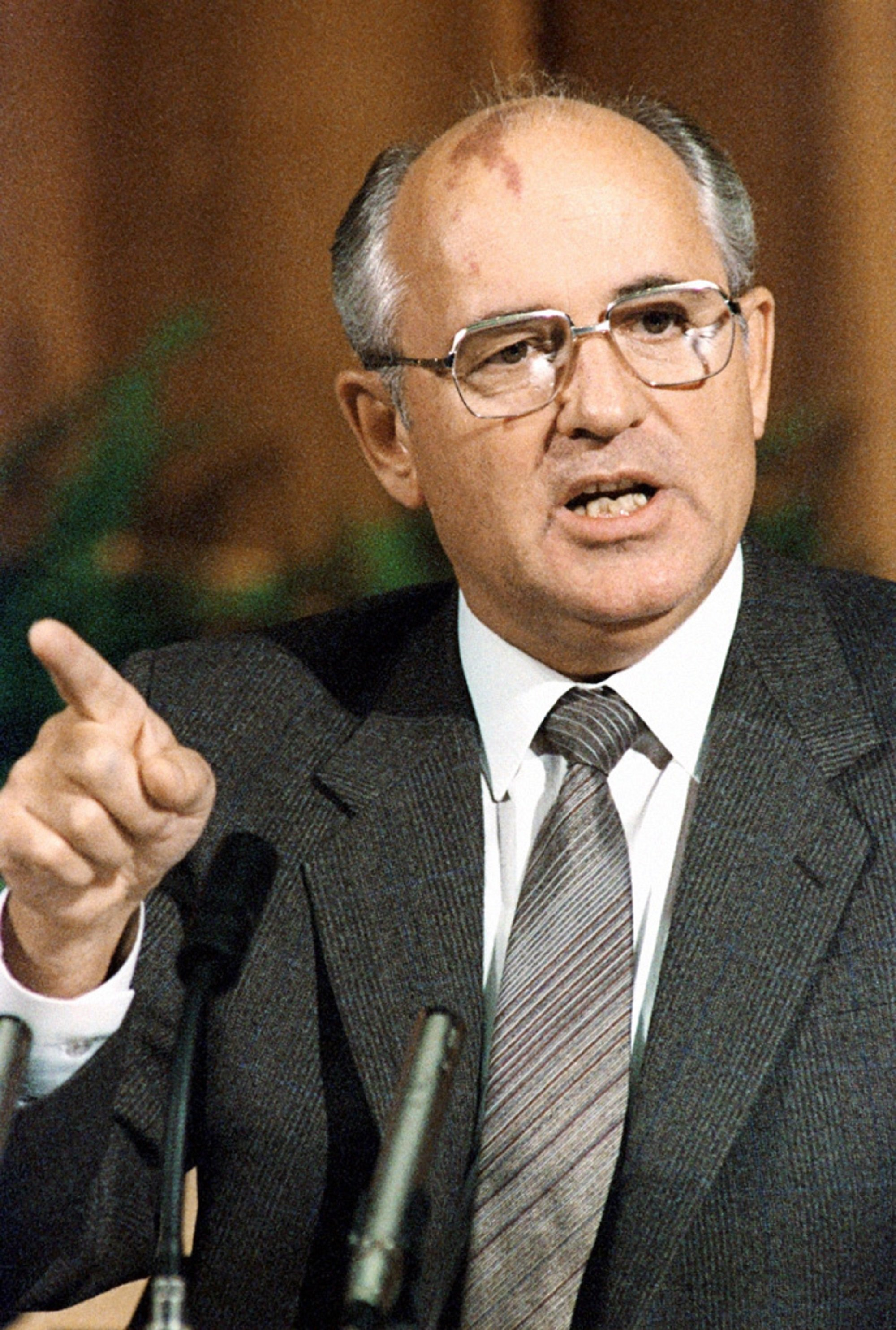
Mijaíl Gorbachov

- 2022: Mijaíl Gorbachov, político soviético, líder de la Unión Soviética entre 1985 y 1991 (n. 1931).
- 2023: Mohamed Al-Fayed, empresario multimillonario egipcio (n. 1929).

## Celebraciones
- Día Internacional de las Víctimas de Desapariciones Forzadas.
- Día Internacional del Tiburón Ballena.
- Día Internacional del Puma. Celebración instaurada el año 2017 para la conservación y cuidado del puma, felino nativo americano, en conmemoración del incendio que en 2009 arrasó con la reserva cordobesa de flora y fauna Pumakawa,[2]Argentina, donde se alojaban nueve ejemplares, los que fue necesario liberar.
- Día de Frankenstein. En el natalicio de Mary Shelley autora de esta obra literaria, nacida el 30 de agosto de 1797 (hace ya 227 años, 11 meses y 18 días).
- Latinoamérica: Día del Joven Adolescente.

 Por países
(Por orden alfabético)
- Argentina:

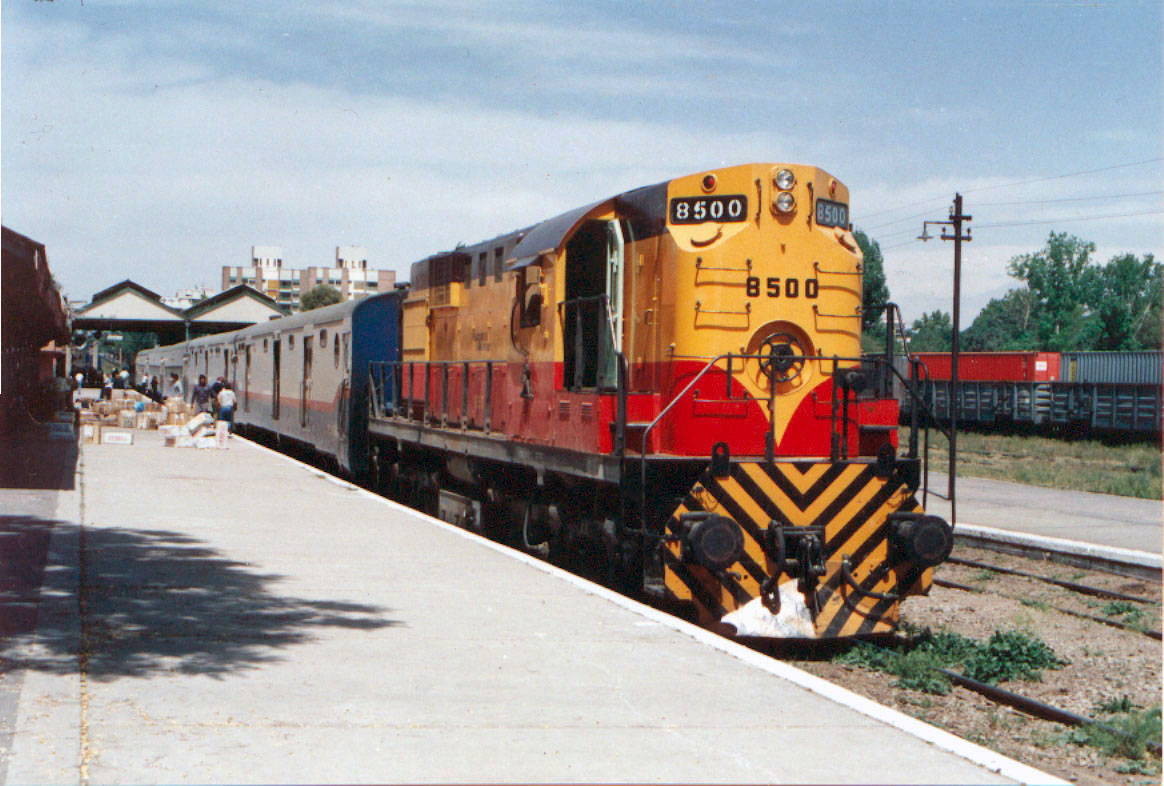
Ferrocarriles Argentinos

  - Día de Ferrocarriles Argentinos.[3]En conmemoración de la fecha de 1857 en la que comenzó en Buenos Aires el servicio de pasajeros del Ferrocarril del Oeste, el primero del país (hace ya 167 años, 11 meses y 18 días).
  -  Chaco: 
    - Día de la Cultura Chaqueña.[4]

- Estados Unidos:
  - Día Nacional Holístico de las Mascotas.
(en inglés: Holistic Pet Day). Se creó para dar más publicidad a los tratamientos holísticos, en los que se tienen plenamente en cuenta el estilo de vida, la dieta y el entorno de una mascota.
  - Día Nacional del Malvavisco Tostado.
(en inglés: Toasted Marshmallow Day).

- Islas Turcas y Caicos: 
  - Día de la Constitución.
(en inglés: Constitution Day).

- Kazajistán: 
  - Día de la Constitución.
(en inglés: Constitution Day).

- Timor Oriental:
  - Jornada de Consulta Popular.
(en inglés: Popular Consultation Day).

- Turquía: 
  - Fiesta de la Victoria.
(en inglés: Victory Day).

### Santoral católico
- Santa Rosa de Lima.[5]Festividad que rinde homenaje a la primera santa de América.
Fiesta patronal en América y Filipinas en honor a la santa peruana.

- San Alfredo Ildefonso Schuster.
- San Eustáquio van Lieshout.
- San Félix de Roma.
- Santa Juana Jugan.
- Santa Margarita Ward, mártir.[6]
- Santa Narcisa de Jesús.
- San Pamaquio.
- San Fiacro.

 Por países
(Por orden alfabético)
- España:

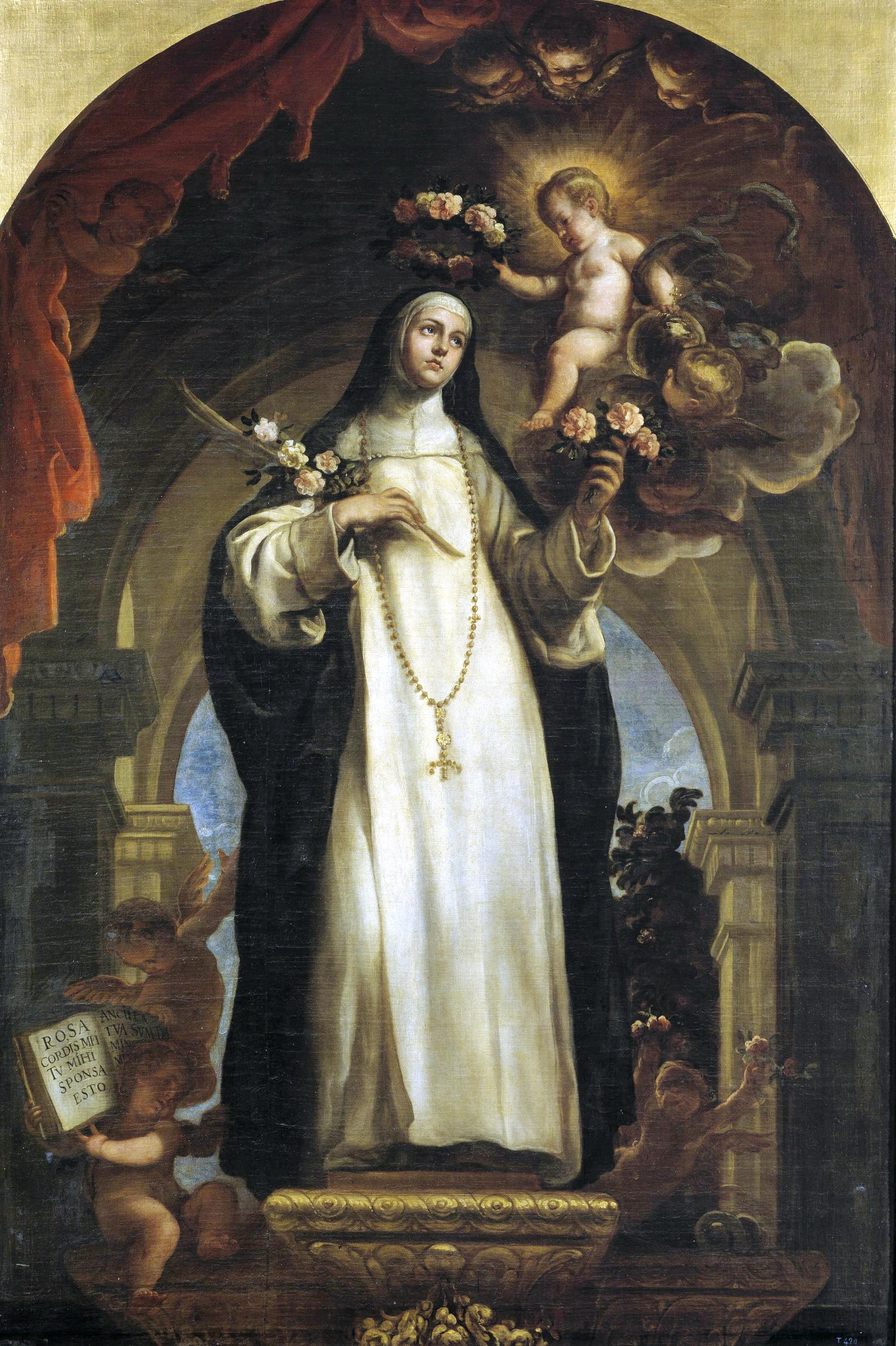
Santa Rosa de Lima

  - Santander: Fiesta patronal en honor a San Emeterio y San Celedonio.

- Perú: 
  - Santa Rosa de Lima, religiosa mística peruana.[7](En España se celebra el 23 de agosto).